# Mecocerculus
Mecocerculus é um género de ave da família Tyrannidae.
Este género contém as seguintes espécies:
- Mecocerculus leucophrys
- Mecocerculus poecilocercus
- Mecocerculus hellmayri
- Mecocerculus calopterus
- Mecocerculus minor
- Mecocerculus stictopterus